# Pros Mund
Pros Mund (født ca. 1589 Norge – død 13. oktober 1644 Femern Bælt) var en dansk-norsk-islandsk admiral, som kæmpede for Christian 4. under Torstenson-krigen og døde i en håbløs kamp mod den svensk-hollandske flåde under Søslaget ved Femern 1644 på hans flagskib Patentia/Patientia.
Han ejede fædrenegården Birkevold

ved Eidangerfjorden nær Porsgrunn i Norge og købte desuden 1637 Grevensvænge ved Næstved.
Hans enke Edel Urne kom desuden i besiddelse af Rønnebæksholm.

## Karriere under Christian 4.
Pros Mund blev 1624 skibsløjtnant og forfremmedes 1628 til kaptajn, hvilket år hans virke faldt ved Østersøens sydlige kyster, hvor han modarbejdede de kejserlige flådeplaner i Rostock, Warnemünde, Wismar og Greifswald og støttede Stralsunds forsvar.
I 1630 sendtes han først til Færøerne og Norges kyster for at beskytte handelen mod fribyttere og deltog senere i kampen mod hamborgerne på Elben, hvor han det følgende år havde station med et par skibe.
I 1631 og de nærmeste efterfølgende år krydsede han i Vesterhavet og langs Norges kyster, i 1633 som chef for en større flådeafdeling.
Efter at han 1633 var blevet forlenet med Island, som han beholdt til sin død, tilbragte han flere vintre på den fjerne ø.
Tidligst 1635 blev han gift med Edel Johansdatter Urne til Valsø i Skåne, som 1638 fulgte sin mand til Island.

## Admiral under Torstenson-krigen 1643-1644
Da Torstenson-krigen brød ud, blev der imidlertid igen brug for ham på flåden.
Straks fra begyndelsen af året 1644 var han ude med en mindre eskadre.

Efter at han derpå i maj havde forenet sig med Ove Gjedde i Flekkerøy ved Kristiansand, sejlede de i fællesskab ud i Vesterhavet, hvor de 25. maj i slaget i Listerdyb havde en uafgjort træfning med den svensk-hollandske flåde under Martin Thijssen.
Herefter vendte de tilbage til Flekkerøy, hvor Mund rejste anklage mod flere af officererne for at have svigtet ham over for fjenden.
Da han 1. juli deltog i søslaget på Kolberger Heide, hvor han som 'kvartaladmiral' førte den 4. eskadre, forsømte flere af hans skibschefer på ny deres pligt.
I det mindste klagede Christian 4. stærkt over dem, idet de var med blandt dem, der, som han skriver, brugte ham som skærmbræt mellem sig og fjenden. Hvad enten denne anke nu var berettiget eller ikke, gjaldt den ikke Mund selv, som med stor tapperhed havde taget del i slaget, og hvis flagskib (St. Sophia)
synes at have haft flere døde og sårede end noget af de andre skibe.
I september fik han befaling til med 17 skibe at krydse mellem Femern og Lolland for at holde farvandet rent og passe på den svenske flådes bevægelser.
Men mens han holdt søen med sin af sygdom hårdt hjemsøgte lille styrke, forenede den svenske hovedflåde under Carl Gustaf Wrangel sig ganske uventet med den af førnævnte Thijssen (nu adlet under navnet Anckarhjelm) kommanderede hollandske hjælpeflåde, og 42 skibe angreb 13. oktober Munds 17 skibe.
Om de danske blev overrumplede, eller om Mund ikke har kunnet eller villet undgå kampen, vides ikke.
Overmagten på svensk side var imidlertid for stor, til at udfaldet kunne blive tvivlsomt.
Efter en kraftig modstand erobredes det danske admiralskib Patientia ved entring, og under denne faldt Mund ved indgangen til sin kahyt.
Liget kastedes i søen.
Kun 3 danske skibe reddede sig, resten blev taget af svenskerne eller ødelagdes.

## Eksterne links
- Mund, Pros, af C.F. Bricka i 1. udgave af Dansk Biografisk Leksikon, bearbejdet af Th. Topsøe-Jensen i 2. udgave.
- Mund, Pros, af C. With-Seidelin - Salmonsens Konversationsleksikon
- Kong Kristian den fjerde og hand mend på Bremerholm (207, side 226), af H.D. Lind (1889)
- Pros Mund - Et kort sammendrag av hans karriere Arkiveret 26. december 2014 hos  Wayback Machine - frajonoco.com
- Pros Mund - fredericiashistorie.dk
- Pros Mund - Den Store Danske